# 第2軍 (日本軍)
第2軍（だいにぐん）は、大日本帝国陸軍の軍の一つ。日清戦争、日露戦争、日中戦争及び大東亜戦争（太平洋戦争・第二次世界大戦）時に編成された。

## 日清戦争における第2軍
日清戦争において1894年（明治27年）9月25日に編成され、戦後の1895年5月31日に解散した。

### 第2軍の人事
- 司令官 大山巌 大将（1894年9月25日 - 1895年5月26日）
- 参謀長 井上光 大佐（1894年10月1日 - 1895年5月14日）
- 砲兵部長 黒瀬義門 砲兵大佐
- 工兵部長 勝田四方蔵 工兵大佐
- 監督部長 中村宗助 一等監督
- 軍医部長 土岐頼徳 軍医監（土岐は陸軍軍医のなかで序列第三位）
- 参謀副長 伊地知幸介 砲兵中佐（1894年9月24日 - 1896年5月）
- 参謀
  - 神尾光臣 歩兵少佐（情報）
  - 井口省吾 歩兵少佐（作戦）
  - 落合豊三郎 工兵少佐
  - 藤井茂太 砲兵少佐
  - 由比光衛 歩兵大尉
  - 依田昌兮 歩兵大尉
- 高級副官 山田保永 歩兵中佐

#### 兵站部
- 兵站監 古川宣誉 工兵大佐（1894年10月3日 - 1895年5月）
- 参謀長 山根武亮 工兵中佐
- 憲兵隊長 糸賀虎次郎 憲兵少佐
- 監督部 青柳忠次 三等監督
- 軍医部長 森林太郎 一等軍医正
- 兵站電信部長 吉見精 中佐

### 所属部隊
- 第1師団
  - 歩兵第1旅団
  - 歩兵第2旅団
- 第2師団
  - 歩兵第3旅団
  - 歩兵第4旅団
- 混成第12旅団
- 第6師団
  - 歩兵第11旅団
  - 歩兵第4旅団

## 日露戦争における第2軍
日露戦争において1904年（明治37年）3月6日に編成され、戦後の1906年1月12日に解散した。

### 第2軍の人事
- 司令官 奥保鞏 大将（1904年3月6日 -）
- 参謀長
  - 落合豊三郎 少将（1904年3月6日 -）
  - 大迫尚道 少将（1904年9月12日 - 1906年1月18日）
- 砲兵部長 税所篤文 少将
- 工兵部長 阿部貞次郎 大佐
- 経理部長 片山中行 主計監
- 軍医部長 森林太郎[注釈 1] 軍医監
- 参謀副長
  - 由比光衛 中佐（1904年3月6日 -）
  - 山梨半造 中佐（1905年1月13日 - 7月18日）
  - 鈴木荘六 中佐（1905年9月27日 - 1906年1月）
- 諜報参謀
  - 山梨半造 少佐
  - 石坂善次郎 少佐
- 作戦参謀
  - 鈴木荘六 中佐
  - 高柳保太郎 少佐
- 兵站参謀 小野寺重太郎 少佐
- 参謀
  - 山田隆一 少佐
  - 佐藤小次郎 大尉

#### 兵站部
- 兵站監
  - 楠瀬幸彦 少将（1904年3月27日 - 4月）
  - 大谷喜久蔵 少将（1904年4月18日 -）
  - 竹中安太郎 予備役大佐（1905年4月8日 - 8月10日）
- 兵站参謀長 吉田恕 中佐（1904年3月6日 - 1905年9月14日）
- 高級副官 河村正彦 少佐
- 管理部長 橘周太 少佐（1904年3月6日 - 1905年8月10日）、石光真清 少佐（1904年11月 -）

## 日中戦争における第2軍
1937年（昭和12年）7月7日盧溝橋事件が発生し、同年8月31日に支那駐屯軍が第1軍に改編された際、北支那方面軍ともに新設され北支那方面軍の戦闘序列に入った。主に華北方面を作戦地域としていたが、徐州会戦の後華中に転用、1938年（昭和13年）7月4日大陸命弟133号により中支那派遣軍と第2軍の戦闘序列が改定され、武漢作戦に参戦した。徐州会戦の際、退却した中華民国の国民革命軍によって黄河の堤防が決壊させられており淮河流域の通行ができないので、大別山系を越え武漢を目指し多くの犠牲を出した。

### 第2軍の人事

#### 歴代司令官
- 西尾寿造 中将（陸士14期：1937年8月26日 -）
- 東久邇宮稔彦王 中将（陸士20期：1938年4月30日 - 1939年1月4日） - 後の第43代内閣総理大臣

#### 歴代参謀長
- 鈴木率道 少将（陸士22期：1937年8月31日 -）
- 町尻量基 少将（陸士21期：1938年6月10日 -）
- 青木重誠 大佐（陸士25期：1938年11月21日 - 1939年1月4日）

#### 参謀副長
- 青木重誠 大佐（陸士25期：1938年7月7日 - 11月21日）

### 最終時の隷下部隊
- 第10師団
- 第16師団
- 第108師団

## 太平洋戦争における第2軍
大東亜戦争（太平洋戦争）勃発後の1942年（昭和17年）7月4日に編成され、第1方面軍編組 に入った。主に満州方面を作戦地域としたが、1943年10月30日、第2方面軍の戦闘序列に入り、西部ニューギニアに転用された。1945年2月28日の第19軍司令部復員に伴い、同軍の作戦地域の大部分が追加され、4月に司令部をセラム島に移転した。6月13日の第2方面軍司令部復員に伴い同軍の全作戦地域を継承し、司令部をセレベス島に移転した。6月30日、南方軍の直属となり終戦まで存続、任務を完遂した。
1945年（昭和20年）8月の終戦時点における戦没者は、ニューギニアを除く第2軍指揮下のモルッカ島、セレベス島などで陸軍4100人、海軍5800人。その後、陸軍、海軍合わせて9万7800人が内地に復員を果たすが、インドネシア独立戦争の影響もあり、引き揚げは1948年（昭和23年）までかかった。

### 軍概要
- 通称号：勢（いきおい）
- 編成時期：1942年7月4日
- 上級部隊：南方軍
- 最終位置：セレベス島

### 歴代司令官
- 上月良夫 中将：1942年7月1日 -
- 七田一郎 中将：1943年5月28日 -
- 豊嶋房太郎 中将：1943年10月29日 -
- （代）石井嘉穂 中将：1946年3月27日 - 1946年6月

### 歴代参謀長
- 磯矢伍郎 大佐：1942年7月1日 - 1943年4月1日
- 堀毛一麿 少将：1943年4月8日 - 10月23日
- 藤塚止戈夫 少将：1943年10月29日 -
- 欠員：1944年12月26日 - 1945年2月1日
- 深堀游亀 少将：1945年2月1日 -（未赴任）
- 今田新太郎 少将：1945年4月7日 -（未赴任）
- 欠員：1945年5月24日 -
- 吉田茂登彦 少将：1945年7月5日 -

### 最終司令部構成
- 司令官：豊嶋房太郎中将
- 参謀長：吉田茂登彦少将
- 高級参謀：了戒次男中佐
- 兵器部長：荒井武男中佐
- 経理部長：井上米雄主計大佐
- 軍医部長：竹内文次軍医少将
- 法務部長：高橋和夫法務大佐
- 情報班長：小森正夫少佐

### 最終所属部隊
- 第5師団
- 第32師団
- 第35師団
- 第36師団
- 独立混成第57旅団：遠藤新一少将
- 独立混成第128旅団：宮内幸五郎少将
- 海上機動第2旅団
- 第10派遣隊：能島武繁大佐
  - 第10歩兵団：能島武繁大佐
    - 独立守備歩兵第23大隊：大西寿良少佐
    - 独立守備歩兵第30大隊

  - 第14師団海上輸送隊：井上征夫大佐
  - 第1遊撃隊
  - 第20野戦高射砲隊：中田秀平大佐
    - 野戦高射砲第44大隊：伊達宗克中佐　(最終位置：ケイヅラ島)
    - 野戦高射砲第49大隊：真田徳太郎少佐
    - 野戦高射砲第53大隊：栗田恒治大尉
    - 野戦高射砲第54大隊：（最終位置：ソロン）
    - 野戦高射砲第57大隊：（最終位置：マノクワリ）
    - 野戦高射砲第73大隊：国武常利少佐
    - 野戦照空第4大隊：森学少佐
- 第4工兵隊司令部：山田茂少将
  - 独立工兵第3連隊：河野通義中佐
  - 独立工兵第15連隊：大久保正路中佐
  - 船舶工兵第4連隊：石田愛之助中佐
  - 船舶工兵第7連隊：荻原吉少佐
  - 船舶工兵第18連隊：加賀本俊博少佐

通信部隊
- 電信第24連隊：岡本覚次郎中佐
- 電信第26連隊：阿久根悠中佐
- 南方軍第4通信隊

憲兵部隊
- 第5野戦憲兵隊：中村通則大佐
- 第8野戦憲兵隊：阿部起吉大佐
- 第10野戦憲兵隊：谷口春二中佐

兵站部隊
- 第2特設水路輸送隊
- 第51野戦道路隊
- 第13野戦郵便隊
- 南方第15陸軍病院
- 第125兵站病院
- 第126兵站病院
- 第150兵站病院
- 第18患者輸送隊
- 第2防疫給水部

第2軍補給廠
- 第2軍野戦兵器廠
- 第2軍野戦自動車廠
- 第2軍野戦貨物廠

航空関連地上部隊
- 第18航空地区司令部
  - 第5航空通信連隊
  - 第4航空情報連隊
  - 第38飛行場大隊
  - 第13野戦飛行場設定隊
  - 第14野戦航空修理廠
  - 第14野戦航空補給廠
- 第4野戦飛行場設定司令部
  - 第16野戦飛行場設定隊
  - 第18野戦飛行場設定隊
  - 第19野戦飛行場設定隊
- 第22飛行場大隊
- 第107飛行場大隊
- 第108飛行場大隊
- 第209飛行場大隊